# 莫菲特 (北達科他州)
莫菲特（英語：Moffit）是位於美國北達科他州伯利縣的非建制地區。

## 地理
莫菲特所處的海拔為高於海平面536米（即1759英呎），而該地所採用的時區為UTC-6，即北美中部时区（CST）。同時該地設有夏令時間，為UTC-6調快一小時，即UTC-5（CDT）。